# Gisel (Russland)
Gisel (russisch Гизель, ossetisch Джызӕл) ist ein Dorf (selo) in der Republik Nordossetien-Alanien in Russland mit 7814 Einwohnern (Stand 14. Oktober 2010).

## Geographie
Der Ort liegt am Nordrand des Großen Kaukasus etwa zehn Kilometer westlich der Republikshauptstadt Wladikawkas. Er gehört zum Rajon Prigorodny.

## Geschichte
Während des Zweiten Weltkriegs wurde Gisel im Dezember 1942 von deutschen Truppen der Heeresgruppe A bzw. der 1. Panzerarmee besetzt, die jedoch hier ihren weiteren Vormarsch Richtung Wladikawkas und Grosny aufgrund des starken Widerstandes der sowjetischen Truppen beenden mussten. Gisel bzw. Wladikawkas (damals Ordschonikidse) kann also als der südöstlichste Punkt angesehen werden, bis zu dem die Wehrmacht während des Zweiten Weltkriegs auf sowjetischem Territorium vordrang.
Gisel ist seit dem Unabhängigkeitskrieg Südossetiens gegen Georgien 1992 Standort eines großen, von der UNHCR betreuten Flüchtlingslagers.
Der Ort wurde 2002 von den Auswirkungen einer großen Schlammlawine betroffen, die von den Nordhängen des Kaukasus herabstürzte. Sie forderte mindestens 150 Todesopfer.

### Bevölkerungsentwicklung
| Jahr | Einwohner |
| ---- | --------- |
| 1959 | 5645      |
| 1979 | 5899      |
| 2002 | 7129      |
| 2010 | 7814      |

Anmerkung: Volkszählungsdaten

## Söhne und Töchter des Ortes
- Arsen Kozojew (1872–1944), Schriftsteller